# Villaquilambre
Villaquilambre è un comune spagnolo di 15 996 abitanti situato nella comunità autonoma di Castiglia e León.